# Gare de Nishi-Nippori
La gare de Nishi-Nippori (西日暮里駅, Nishi Nippori-eki) est une gare ferroviaire de la ville de Tōkyō au Japon. Elle est située dans l'arrondissement d'Arakawa, dans le quartier de Nishi-Nippori. Elle est gérée conjointement par les compagnies JR East, Tokyo Metro et Toei.

## Situation ferroviaire
La gare de Nishi-Nippori est située au point kilométrique (PK) 21,4 de la ligne Yamanote, au PK 24,0 de la ligne Keihin-Tōhoku, au PK 15,0 de la ligne Chiyoda et au PK 0,7 du Nippori-Toneri Liner.

## Histoire
La gare a été inaugurée le 20 décembre 1969 sur la ligne Chiyoda. La gare JR East ouvre le 20 avril 1971 sur la ligne Yamanote. La station du Nippori-Toneri Liner ouvre le 30 mars 2008. 

## Services aux voyageurs

### Accès et accueil
La gare dispose d'un bâtiment voyageurs, avec guichet, ouvert tous les jours.

### Desserte

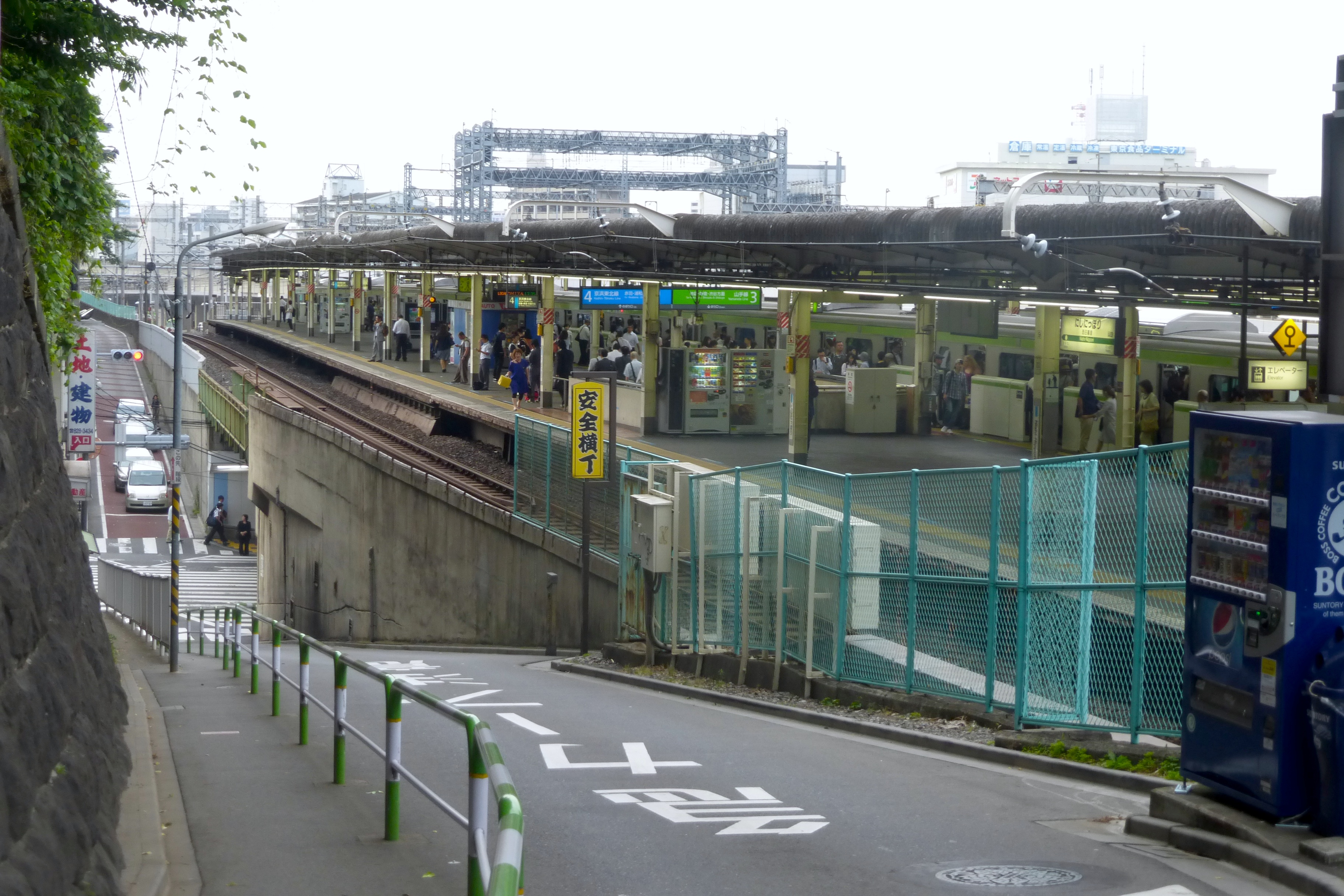
Vue des quais JR East

#### JR East
- Ligne Keihin-Tōhoku :
  - voie 1 : direction Ueno, Tokyo et Yokohama ;
  - voie 4 : direction Akabane et Ōmiya.

- Ligne Yamanote :
  - voie 2 : direction Ueno, Tokyo et Shinagawa ;
  - voie 3 : direction Ikebukuro et Shinjuku.

#### Métro de Tokyo
- Ligne Chiyoda :
  - voie 1 : direction Yoyogi-Uehara (interconnexion avec la ligne Odakyū Odawara pour Hon-Atsugi et Isehara) ;
  - voie 2 : direction Ayase (interconnexion avec la ligne Jōban pour Toride).

#### Toei
- Nippori-Toneri Liner :
  - voie 1 : direction Nippori ;
  - voie 2 : direction Minumadai-shinsuikōen.